# Clinocera madicola
Clinocera madicola är en tvåvingeart som först beskrevs av Vaillant 1964.  Clinocera madicola ingår i släktet Clinocera och familjen dansflugor. Inga underarter finns listade i Catalogue of Life.